# Wilson Kamavuaka
Wilson Kamavuaka (Düren, 1990. március 29. –) német-Kongói DK labdarúgó, a luxemburgi UT Pétange hátvédje.

## Pályafutása
2015. február 1-jén, hét hónapnyi klub nélküli időszak után az osztrák élvonalban szereplő Sturm Grazhoz igazolt. Szerződése a 2014–15-ös szezon végéig szólt, további két évre szóló hosszabbítási záradékkal.
2016. szeptember 9-én kétéves szerződést írt alá a görög élvonalban szereplő Panaitolikósz csapatával.
2020 nyarán a német harmadosztályú MSV Duisburghoz igazolt. Egy idényre szóló szerződést írt alá, egy további szezonra vonatkozó opcióval. A 2020–21-es szezon végén távozott a Duisburgtól.
2022. március 28-án a finn HIFK-hez írt alá. 2022. június 30-án szerződést bontott a HIFK csapatával.

## Statisztika

### Klubcsapatokban
2021. május 22-i állapot szerint.
| Klub               | Szezon           | Bajnokság                  | Liga  | Liga  | Kupa  | Kupa  | Nemzetközi | Nemzetközi | Összes | Összes |
| Klub               | Szezon           | Bajnokság                  | Mérk. | Gólok | Mérk. | Gólok | Mérk.      | Gólok      | Mérk.  | Gólok  |
| ------------------ | ---------------- | -------------------------- | ----- | ----- | ----- | ----- | ---------- | ---------- | ------ | ------ |
| 1899 Hoffenheim II | 2009–10          | Oberliga Baden-Württemberg | 19    | 3     | —     | —     | —          | —          | 19     | 3      |
| 1899 Hoffenheim II | 2010–11          | Regionalliga Süd           | 21    | 1     | —     | —     | —          | —          | 21     | 1      |
| 1899 Hoffenheim II | Összesen         | Összesen                   | 40    | 4     | —     | —     | —          | —          | 40     | 4      |
| 1. FC Nürnberg     | 2011–12          | Bundesliga                 | 5     | 0     | 0     | 0     | —          | —          | 5      | 0      |
| 1. FC Nürnberg     | 2012–13          | Bundesliga                 | 0     | 0     | 0     | 0     | —          | —          | 0      | 0      |
| 1. FC Nürnberg     | Összesen         | Összesen                   | 5     | 0     | 0     | 0     | —          | —          | 5      | 0      |
| 1. FC Nürnberg II  | 2011–12          | Regionalliga Süd           | 21    | 1     | —     | —     | —          | —          | 21     | 1      |
| 1. FC Nürnberg II  | 2012–13          | Regionalliga Bayern        | 3     | 1     | —     | —     | —          | —          | 3      | 1      |
| 1. FC Nürnberg II  | Összesen         | Összesen                   | 24    | 2     | —     | —     | —          | —          | 24     | 2      |
| Jahn Regensburg    | 2012–13          | 2. Bundesliga              | 28    | 1     | 0     | 0     | —          | —          | 28     | 1      |
| KV Mechelen        | 2013–14          | Belgian First Division A   | 16    | 3     | 1     | 0     | 2          | 0          | 19     | 3      |
| Sturm Graz         | 2014–15          | Osztrák Bundesliga         | 7     | 0     | 0     | 0     | —          | —          | 7      | 0      |
| Sturm Graz         | 2015–16          | Osztrák Bundesliga         | 31    | 0     | 4     | 0     | 2          | 0          | 37     | 0      |
| Sturm Graz         | Összesen         | Összesen                   | 38    | 0     | 4     | 0     | 2          | 0          | 44     | 0      |
| Sturm Graz II      | 2014–15          | Austrian Regionalliga      | 1     | 0     | —     | —     | —          | —          | 1      | 0      |
| Panaitolikósz      | 2016–17          | Szúper Línga 1             | 7     | 0     | 3     | 0     | —          | —          | 10     | 0      |
| Darmstadt 98       | 2016–17          | Bundesliga                 | 8     | 0     | 0     | 0     | —          | —          | 5      | 0      |
| Darmstadt 98       | 2017–18          | 2. Bundesliga              | 25    | 2     | 1     | 0     | —          | —          | 26     | 2      |
| Darmstadt 98       | 2018–19          | 2. Bundesliga              | 6     | 0     | 0     | 0     | —          | —          | 6      | 0      |
| Darmstadt 98       | Összesen         | Összesen                   | 39    | 2     | 1     | 0     | —          | —          | 40     | 2      |
| GKS Tychy          | 2019–20          | I liga                     | 10    | 1     | 1     | 0     | —          | —          | 11     | 1      |
| MSV Duisburg       | 2020–21          | 3. Liga                    | 26    | 3     | 1     | 0     | —          | —          | 27     | 3      |
| Karrier összesen   | Karrier összesen | Karrier összesen           | 234   | 16    | 11    | 0     | 4          | 0          | 249    | 16     |

Jegyzetek
1. ↑  Mérkőzése(i) az Európa Liga play-off-ban
2. ↑  Mérkőzése(i) az Európa Ligában

### A válogatottban
| Kongói DK | Kongói DK | Kongói DK |
| Év        | Mérk.     | Gólok     |
| --------- | --------- | --------- |
| 2010      | 3         | 0         |
| 2011      | 1         | 0         |
| 2015      | 5         | 0         |
| 2017      | 1         | 0         |
| Összesen  | 10        | 0         |

## Magánélete
Richard Sukuta-Pasu – aki szintén profi labdarúgó – a másodunokatestvére.

## Fordítás
- Ez a szócikk részben vagy egészben  a   Wilson Kamavuaka című angol Wikipédia-szócikk fordításán alapul.  Az eredeti cikk szerkesztőit annak laptörténete sorolja fel. Ez a jelzés csupán a megfogalmazás eredetét és a szerzői jogokat jelzi, nem szolgál a cikkben szereplő információk forrásmegjelöléseként.

## További információ(k)

#### Közösségi platformok
- Wilson Kamavuaka a Facebookon
- Wilson Kamavuaka az Instagramon

#### Egyéb weboldalak
- Wilson Kamavuaka adatlapja a Transfermarkt oldalán (angolul)
- Wilson Kamavuaka adatlapja a Soccerway oldalon (angolul)
- Wilson Kamavuaka adatlapja a National Football Teams oldalán (angolul)
- Wilson Kamavuaka az fcn.de oldalon
- Wilson Kamavuaka a fussballdaten.de oldalán (németül)